# Роман Рахманний
Роман Дмитрович Рахманний (справжнє прізвище: Олійник, псевдо.: «Роман Рахманний», «Роман Хміль», «Romain d'Or», «Ромен Дор»; нар. 26 грудня 1918, с. Піддністряни, нині Стрийський район, Львівська область — пом. 24 червня 2002, Монреаль, Канада) — український публіцист, літературознавець та радіокоментатор, член УВАН, НТШ, Національної спілки письменників України, Міжнародного ПЕН-клубу, Спілки українських письменників в екзилі, Спілки українських журналістів у Канаді.

## Життєпис
Народився 26 грудня 1918 року. Закінчив школу у Львові, навчався у богословській академії (1937-39, 1941—1944).
У 1939 році, після окупації радяеською ладою Західної України, Роман Олійник виїхав на Лемківщину, де вчителював та працював у підпільній мережі ОУН(б).
Учасник похідних груп ОУН на Південь України, співредактор підпільних видань УДА й УГВР. Восени 1941 року Роман Олійник повернувся у Львів і продовжив навчання у Богословській академії, яку закінчив у 1944 році з відзнакою.
На еміграції в Німеччині з 1945 року. Мешкав у місті Фюрт, Баварія. Співпрацював з Проводом Закордонних частин ОУН (ЗЧ ОУН) та ЗП УГВР. Редагував бюлетені «Український Інформатор» та «Наш шлях» (1945-1946), керівник Української пресової служби (1946—48), співредактор і співвидавець часописів «Час» (Фюрт-Нюрнберг, 1945—1948), «Українська трибуна» (Мюнхен, 1946—1948).
З 1949 в Канаді. Одружився з Надією Хмарою. Був серед ініціаторів створення громадської організації «Ліга визволення України». 
Здобув науковий ступінь магістра слов'янських літератур у Торонтському університеті. 
Головний редактор «Гомону України» (1949-51).
У 1959 році переїхав з родиною в Монреаль, працював на посаді редактора й диктора в українській Секції міжнародної служби «Радіо Канада», згодом став її керівником. 
1962 року здобув науковий ступінь доктора філософії. 
З 1964 року член редакційної колегії часопису «Сучасність», а з 1970 року і часопису «Нові дні». 
опівр. численних українських періодичних видань за кордоном; статті в голландській, норвезькій, французькій, англійській і американській пресі.
Студіював у Торонтському і Монреальському університетах. Захистив дисертацію (1962). Працював викладачем української літератури, радіокоментатором. Очолював українську секцію канадського радіо (1975—1984).

## Творчість
Автор книг :
- «УПА в Західній Європі» (1948)
- «Кров і чорнило» (1960)
- «Будівничий першої Української Народної Республіки» (1966)
- «На п'ятдесятій паралелі: Статті і коментарі: 1959–1969.» (1969)
- «На порозі другого півстоліття» (1970)
- «Не словом єдиним» (1971)
- «Червоний сміх над Києвом» (1971)
- «Державницька слава УПА» (1982)
- «Вогонь і попіл» (1974)
- «Чому політичний Тарас Шевченко?» (1976)
- «Самовизначення християнської України» (1977)
- «Вогні самостійної України: Розмови з молодими» (1978)
- «В обороні української справи» (1979, англ. мовою)
- «Дмитро Донців і Микола Хвильовий: 1923–1933» (1984)
- «Україна атомного віку», т. 1–3. (1987–1991)
- «Роздуми про Україну: Вибрані есеї та статті 1945–1990» (1997)
- «Літературно-ідеологічні напрямки в Західній Україні, 1919–1939 роки». (1999)
- «Публіцист мислі і серця» (2000)

праць :
- «Українська міжнародна політика з позиції власної сили» (1963)
- «До письменниці Ірини Вільде» (1964)
- «Дума про наймолодшого брата» (1965)
- «Преса Української РСР» (1967)
- «За гідну українську державу: лист до українських літераторів в УРСР» (1968)
- «Жива Україна» (1969)
- «Поїзд, що йде крізь наше серце» (1969)
- «За діялог між українцями: відповідь Д. Павличкові» (1970)
- «Слово в обороні Лемківщини» (1974)[1]

Автор спогадів «Інцидент по дорозі до Криму» про арешт німцями частини «А-I».
Автор передмови до книги Михайла Брайчевського Приєднання чи возз'єднання? (Критичні зауваги з приводу однієї концепції) — Торонто: Видавництво «Нові Дні», 1972. — 66 с.

## Нагороди
- Лавреат Державної премії України ім. Т. Г. Шевченка за видання у трьох томах «Україна атомного віку» (1994 р.)[3].
- Шевченківська медаль Комітету українців Канади (1972)